# Danh sách tập phim Pokémon: Diamond & Pearl
Pocket Monsters: Diamond & Pearl (ポケットモンスター ダイヤモンド&パール)  hay còn được biết với tên tại các quốc gia khác Pokémon the Series: Diamond & Pearl, là mùa thứ ba của hoạt hình Pokémon, một xê-ri anime dựa trên dòng trò chơi điện tử cùng tên sáng tạo bởi Tajiri Satoshi. Đây là phần thứ ba trong xê-ri anime Pokémon, tiếp nối phần Advanced Generation. Được phát sóng từ 28 tháng 9 năm 2006 đến ngày 9 tháng 9 năm 2010 tại Nhật Bản bao gồm 193 tập. Mùa này kể cuộc phiêu lưu của Satoshi và Pokémon Pikachu của cậu, đến vùng Sinnoh thu thập các huy hiệu nhà thi đấu để tham gia Liên Minh Sinnoh. Cùng với người bạn mới là Hikari muốn trở thành một điều phối viên Pokémon. Và gặp lại Takeshi sau khi nói lời tạm biệt với Haruka, Masato và Takeshi ở Kanto. Ở đó, Satoshi cũng gặp đối thủ mới là Shinji, một nhà huấn luyện Pokémon tàn nhẫn, là đối thủ cạnh tranh trực tiếp với cậu tham gia Liên Minh Pokémon để chứng minh rằng phong cách huấn luyện Pokémon của anh ta vượt trội của bất kỳ ai khác bằng việc chỉ sử dụng Pokémon mạnh.
Tại Mỹ, xê-ri được trình chiếu trên Cartoon Network từ ngày 4 tháng 6 năm 2007 đến 5 tháng 2 năm 2011 và được chia thành bốn mùa nhỏ bao gồm: Diamond and Pearl (DP) (mùa 10: từ tập 469 đến 520), DP: Battle Dimension (mùa 11: từ tập 521 đến 572), DP: Galactic Battles (mùa 12: từ tập 573 đến 625) và DP: Sinnoh League Victors (mùa 13: từ tập 626 đến 659). Phần này chỉ có sẫn ở Việt Nam dưới dạng bản tiếng Anh trên kênh YouTube Pokémon Asia ENG từ năm 2021.
Tại Việt Nam, toàn bộ các tập phim của loạt phim này đều được đăng trên nền tảng FPT Play từ ngày 6 tháng 2 năm 2023 trừ 2 tập 516 và 588 do cả 2 tập phim này chỉ tóm tắt lại cuộc hành trình của nhân vật Satoshi.

## Danh sách tập
| #   | Tên tập phim | Ngày phát sóng gốc   | Ngày phát sóng tiếng Việt |
| --- | --- | -------------------- | ------------------------- |
| 469 | "Khởi đầu! Từ Futaba đến Masago!" "Tabidachi! Futaba Taun Kara Masago Taun e!!" (旅立ち！フタバタウンからマサゴタウンへ！！)                                              | 28 tháng 9 năm 2006  | 6 tháng 2 năm 2023        |
| 470 | "Truy tìm Pikachu! Lộ 202!" "Pikachū o Sagase! 202-ban Dōro!" (ピカチュウをさがせ！202番道路！)                                                                           | 28 tháng 9 năm 2006  | 6 tháng 2 năm 2023        |
| 471 | "Trận đấu với đối thủ! 3 đấu 3!!" "Raibaru Batoru! San Tai San!!" (ライバルバトル！三対三！！)                                                                            | 28 tháng 9 năm 2006  | 6 tháng 2 năm 2023        |
| 472 | "Pochama đối đầu Subomi! Trận đầu của Hikari!" "Potchama Tai Subomī! Hikari Hatsu Batoru!!" (ポッチャマ対スボミー！ヒカリ初バトル！！)                                    | 5 tháng 10 năm 2006  | 6 tháng 2 năm 2023        |
| 473 | "Thu phục Naetle!" "Naetoru! Getto da ze!" (ナエトル！ゲットだぜ！) | 19 tháng 10 năm 2006 | 6 tháng 2 năm 2023        |
| 474 | "Khu rừng mê hoặc! Gặp lại Shinji!" "Mayoi no Mori! Shinji Futatabi!!" (迷いの森！シンジふたたび！！)                                                                     | 26 tháng 10 năm 2006 | 6 tháng 2 năm 2023        |
| 475 | "Pochama cố lên!" "Potchama Ganbaru!!" (ポッチャマがんばる！！) | 2 tháng 11 năm 2006  | 6 tháng 2 năm 2023        |
| 476 | "Gureggru của hội quán bí ẩn!" "Nazo no Jimu no Guregguru!" (なぞのジムのグレッグル！)                                                                                    | 9 tháng 11 năm 2006  | 6 tháng 2 năm 2023        |
| 477 | "Chơi cùng Mimirol!?" "Mimiroru to Asobō!?" (ミミロルとあそぼう！？) | 16 tháng 11 năm 2006 | 6 tháng 2 năm 2023        |
| 478 | "Khó khăn nhận Poketch?!" "Poketchi Nyūshu Konnan!?" (ポケッチ入手困難！？)                                                                                               | 23 tháng 11 năm 2006 | 6 tháng 2 năm 2023        |
| 479 | "Hikari! Màn trình diễn Contest!!" "Hikari! Kontesuto Debyū!" (ヒカリ！コンテストデビュー！！)                                                                            | 7 tháng 12 năm 2006  | 6 tháng 2 năm 2023        |
| 480 | "Thi đấu Contest! Đương đầu với đối thủ!!" "Kontesuto Batoru! Raibaru Taiketsu!!" (コンテストバトル！ライバル対決！！)                                                    | 14 tháng 12 năm 2006 | 6 tháng 2 năm 2023        |
| 481 | "Mukkuru cố lên!" "Mukkuru Ganbaru!" (ムックルがんばる！) | 21 tháng 12 năm 2006 | 6 tháng 2 năm 2023        |
| 482 | "Cứ để cho Takeshi!" "Takeshi ni Omakase!" (タケシにおまかせ！) | 21 tháng 12 năm 2006 | 6 tháng 2 năm 2023        |
| 483 | "Hội quán Kurogane! Hyota đối đầu Shinji!!" "Kurogane Jimu! Hyōta Tai Shinji!!" (クロガネジム！ヒョウタVSシンジ！！)                                                      | 11 tháng 1 năm 2007  | 6 tháng 2 năm 2023        |
| 484 | "Zugaidos đấu với Pikachu" "Zugaidosu Tai Pikachū!" (ズガイドスVSピカチュウ！)                                                                                            | 18 tháng 1 năm 2007  | 6 tháng 2 năm 2023        |
| 485 | "Pokemon cổ đại tổng tấn công" "Kodai Pokemon Daishingeki!!" (古代ポケモン大進撃！！)                                                                                     | 25 tháng 1 năm 2007  | 6 tháng 2 năm 2023        |
| 486 | "Tái đấu hội quán Kurogane! Trận quyết đấu với Rampard!!" "Kurogane Jimu Futatabi! Kessen Ramuparudo!!" (クロガネジムふたたび！決戦ラムパルド！！)                        | 1 tháng 2 năm 2007   | 6 tháng 2 năm 2023        |
| 487 | "Thu phục Pachirisu…… sẽ ổn thôi!?" "Pachirisu Getto de...Daijōbu!?" (パチリスゲットで…大丈夫！？)                                                                        | 8 tháng 2 năm 2007   | 6 tháng 2 năm 2023        |
| 488 | "Pokemon Hunter J!" "Pokémon Hantā Jē!" (ポケモンハンターJ！) | 22 tháng 2 năm 2007  | 6 tháng 2 năm 2023        |
| 489 | "Koiking mạnh nhất và Hinbass đẹp nhất?" "Saikyō no Koikingu to Mottomo Utsukushī Hinbasu!" (最強のコイキングと最も美しいヒンバス！)                                      | 1 tháng 3 năm 2007   | 6 tháng 2 năm 2023        |
| 490 | "Pachirisu đối đầu Eipam! Trận đấu Contest!!" "Pachirisu Tai Eipamu! Kontesuto Batoru!!" (パチリスVSエイパム！コンテストバトル！！)                                       | 8 tháng 3 năm 2007   | 6 tháng 2 năm 2023        |
| 491 | "Haganel nổi giận! Giải cứu ngôi làng Bippa!!" "Bakusō Haganēru! Bippa no Mura o Mamore!!" (爆走ハガネール！ビッパの村を守れ！！)                                         | 15 tháng 3 năm 2007  | 6 tháng 2 năm 2023        |
| 492 | "Quyết đấu! Satoshi đối đầu Pikachu!!" "Taiketsu! Satoshi Tai Pikachū!?" (対決！サトシ対ピカチュウ！？)                                                                   | 29 tháng 3 năm 2007  | 6 tháng 2 năm 2023        |
| 493 | "Roserade quái đản và truyền thuyết bông hoa!" "Kaiketsu Rozureido to Hana Densetsu!" (怪傑ロズレイドと花伝説！)                                                          | 29 tháng 3 năm 2007  | 6 tháng 2 năm 2023        |
| 494 | "Pokemon Contest! Đại hội Souno!" "Pokemon Kontesuto! Sonō Taikai!!" (ポケモンコンテスト！ソノオ大会！！)                                                                 | 5 tháng 4 năm 2007   | 6 tháng 2 năm 2023        |
| 495 | "Trận quyết đấu! Pochama đối đầu Pottaishi!!" "Kessen! Potchama Tai Pottaishi!!" (決戦！ポッチャマVSポッタイシ！！)                                                       | 5 tháng 4 năm 2007   | 6 tháng 2 năm 2023        |
| 496 | "Fuwante và kẻ lướt trên ngọn gió bắc!" "Fuwante to Kitakaze no Tsukai!" (フワンテと北風の使い！)                                                                         | 12 tháng 4 năm 2007  | 6 tháng 2 năm 2023        |
| 497 | "Satoshi và Hikari! Trận đấu đôi sẽ ổn thôi!!" "Satoshi to Hikari! Taggu Batoru de Daijōbu!?" (サトシとヒカリ！タッグバトルで大丈夫！？)                                  | 12 tháng 4 năm 2007  | 6 tháng 2 năm 2023        |
| 498 | "Khu rừng Hakutai! Minomucchi tác chiến tiến hóa!!" "Hakutai no Mori! Minomutchi Shinka Sakusen!!" (ハクタイの森！ミノムッチ進化作戦！！)                                 | 19 tháng 4 năm 2007  | 6 tháng 2 năm 2023        |
| 499 | "Naetle đấu với Naetle! So tài tốc độ!!" "Naetoru Tai Naetoru! Supīdo Taiketsu!!" (ナエトル対ナエトル！スピード対決！！)                                                  | 26 tháng 4 năm 2007  | 6 tháng 2 năm 2023        |
| 500 | "Beequeen của lâu đài hổ phách!!" "Kohaku no Shiro no Bīkuin!" (琥珀の城のビークイン！)                                                                                   | 3 tháng 5 năm 2007   | 6 tháng 2 năm 2023        |
| 501 | "Thích thật! Cuộc thi bắt chước Pokemon!!" "Suki Desu! Pokemon Narikiri Taikai!!" (スキです！ポケモンなりきり大会！！)                                                    | 10 tháng 5 năm 2007  | 6 tháng 2 năm 2023        |
| 502 | "Buizel! Con đường tới thành công!!" "Buizeru! Saikyō e no Michi!!" (ブイゼル！最強への道！！)                                                                            | 17 tháng 5 năm 2007  | 6 tháng 2 năm 2023        |
| 503 | "Tứ thiên vương Goyo và Dotakun!" "Shitennō Goyō to Dōtakun!" (四天王ゴヨウとドータクン！)                                                                                | 24 tháng 5 năm 2007  | 6 tháng 2 năm 2023        |
| 504 | "Truyền thuyết thời không Sinnoh!" "Shin'ō Jikū Densetsu!" (シンオウ時空伝説！)                                                                                           | 31 tháng 5 năm 2007  | 6 tháng 2 năm 2023        |
| 505 | "Hội quán Hakutai! Đấu với Natane!!" "Hakutai Jimu! Tai Natane!!" (ハクタイジム！VSナタネ！！)                                                                            | 7 tháng 6 năm 2007   | 6 tháng 2 năm 2023        |
| 506 | "Sự ra đời! Con đường Cycling!!" "Bakutan! Saikuringu Rōdo!!" (爆誕！サイクリングロード！！)                                                                              | 21 tháng 6 năm 2007  | 6 tháng 2 năm 2023        |
| 507 | "Pikachu phụ trách!" "Pikachū no Orusuban!" (ピカチュウのおるすばん！) | 5 tháng 7 năm 2007   | 6 tháng 2 năm 2023        |
| 508 | "Nhà vô địch Shirona xuất hiện!" "Chanpion, Shirona Tōjō!!" (チャンピオン・シロナ登場！！)                                                                                | 19 tháng 7 năm 2007  | 6 tháng 2 năm 2023        |
| 509 | "Hikari và Nozomi và màn trình diễn đôi!" "Hikari to Nozomi to Daburu Pafōmansu!!" (ヒカリとノゾミとダブルパフォーマンス！！)                                             | 26 tháng 7 năm 2007  | 6 tháng 2 năm 2023        |
| 510 | "Trung tâm huấn luyện Rakurai!" "Rakurai Kunren Sentā!!" (ラクライ訓練センター！！)                                                                                       | 9 tháng 8 năm 2007   | 6 tháng 2 năm 2023        |
| 511 | "Mumage! Thoát khỏi ác mộng!!" "Mūmāji! Akumu kara no Dasshutsu!!" (ムウマージ！悪夢からの脱出！！)                                                                       | 16 tháng 8 năm 2007  | 6 tháng 2 năm 2023        |
| 512 | "Giải cứu nhóc Hipopotas bị thất lạc!" "Maigo no Hipopotasu o Tasukero!" (迷子のヒポポタスを助けろ！)                                                                     | 23 tháng 8 năm 2007  | 6 tháng 2 năm 2023        |
| 513 | "Hunter J trở lại! Bảo vệ Tatetops" "Hantā Jē Futatabi! Tatetopusu o Mamore!!" (ハンターJ再び！タテトプスを守れ！！)                                                      | 30 tháng 8 năm 2007  | 6 tháng 2 năm 2023        |
| 514 | "Mê cung Shuffle! Mọi người xô đẩy!!" "Meiro de Shaffuru! Minna de Hassuru!!" (迷路でシャッフル！みんなでハッスル！！)                                                    | 13 tháng 9 năm 2007  | 6 tháng 2 năm 2023        |
| 515 | "Miru và Casey và bên dưới dòng nước!" "Miru to Kēshī to Mizu no Soko!" (ミルとケーシィと水の底！)                                                                        | 27 tháng 9 năm 2007  | 6 tháng 2 năm 2023        |
| 516 | "Satoshi và Hikari! Hướng tới một chuyến phiêu lưu mới!!" "Satoshi to Hikari! Aratanaru Bōken ni Mukatte!!" (サトシとヒカリ！新たなる冒険に向かって！！)                  | 27 tháng 9 năm 2007  | không phát sóng           |
| 517 | "Pokemon Contest! Đại hội Yosuga" "Pokemon Kontesto! Yosuga Taikai!!" (ポケモンコンテスト！ヨスガ大会！！)                                                                | 4 tháng 10 năm 2007  | 6 tháng 2 năm 2023        |
| 518 | "Toàn viên tham gia! Thi đấu đôi!!" "Zen'in Sanka! Taggu Batoru!!" (全員参加！タッグバトル！！)                                                                           | 4 tháng 10 năm 2007  | 6 tháng 2 năm 2023        |
| 519 | "Hikozaru đấu với Zangoose! Trận đấu định mệnh!!" "Hikozaru Tai Zangūsu! Unmei no Batoru!!" (ヒコザルVSザングース！運命のバトル！！)                                      | 18 tháng 10 năm 2007 | 6 tháng 2 năm 2023        |
| 520 | "Thi đấu đôi! Kết thúc!!" "Taggu Batoru! Fainaru!!" (タッグバトル！ファイナル！！)                                                                                        | 25 tháng 10 năm 2007 | 6 tháng 2 năm 2023        |
| 521 | "Nước mắt của Hikozaru!" "Hikozaru no Namida!" (ヒコザルの涙！) | 8 tháng 11 năm 2007  | 6 tháng 2 năm 2023        |
| 522 | "Natane và Sabonea! Chia tay vì ai!" "Natane to Sabonea! Sayonara wa Dare no Tame!" (ナタネとサボネア！さよならは誰のため！)                                              | 15 tháng 11 năm 2007 | 22 tháng 3 năm 2023       |
| 523 | "Eipam và Buizel! Con đường riêng của mỗi người!!" "Eipamu to Buizeru! Sorezore no Michi!!" (エイパムとブイゼル！それぞれの道！！)                                        | 22 tháng 11 năm 2007 |                           |
| 524 | "Đá khóa của Mikaruge!" "Mikaruge no Kanameishi!" (ミカルゲの要石！) | 29 tháng 11 năm 2007 |                           |
| 525 | "Beadull biết hết!" "Bīdaru wa Shitteita!" (ビーダルは知っていた！) | 29 tháng 11 năm 2007 |                           |
| 526 | "Dainose! Khí thế bừng bừng!!" "Dainōzu! Atsuki Tamashii!!" (ダイノーズ！熱き魂！！)                                                                                      | 6 tháng 12 năm 2007  |                           |
| 527 | "Đôi mắt của Rentorar!" "Rentorā no Hitomi!" (レントラーの瞳！) | 13 tháng 12 năm 2007 |                           |
| 528 | "Unknown của tàn tích Zui!" "Zui no Iseki no Annōn!" (ズイの遺跡のアンノーン！)                                                                                           | 20 tháng 12 năm 2007 |                           |
| 529 | "Pokemon Contest! Đại hội Zui!!" "Pokemon Kontesto! Zui Taikai!!" (ポケモンコンテスト！ズイ大会！！)                                                                      | 20 tháng 12 năm 2007 |                           |
| 530 | "Miltank của cà phê nữ phục vụ!" "Meido Kafe no Mirutanku!" (メイドカフェのミルタンク！)                                                                                  | 10 tháng 1 năm 2008  |                           |
| 531 | "Bộ ba Urimoo và trận đấu đầy hơi nước!!" "Urimū Torio to Yukemuri Batoru!!" (ウリムートリオと湯けむりバトル！！)                                                         | 17 tháng 1 năm 2008  |                           |
| 532 | "Gliscor và Gligar! Vượt qua mê cung của gió!!" "Guraion to Guraigā! Kaze no Meiro o Nukete!!" (グライオンとグライガー！風の迷路をぬけて！！)                             | 24 tháng 1 năm 2008  |                           |
| 533 | "Pachirisu ở trong miệng của Kabarudon!?" "Pachirisu wa Kabarudon no Kuchi no Naka!?" (パチリスはカバルドンの口の中！？)                                                  | 31 tháng 1 năm 2008  |                           |
| 534 | "Lucario! Cơn giận dữ của Đạn ba đạo!!" "Rukario! Ikari no Hadōdan!!" (ルカリオ！怒りのはどうだん！！)                                                                    | 7 tháng 2 năm 2008   |                           |
| 535 | "Trận hội quán đầu tiên của Hikari!!" "Hikari Hajimete no Jimu Batoru!!" (ヒカリはじめてのジムバトル！！)                                                                 | 14 tháng 2 năm 2008  |                           |
| 536 | "Hội quán Tobari! Lucario VS Buoysel!!" "Tobari Jimu! Rukario Tai Buizeru!!" (トバリジム！ルカリオ対ブイゼル！！)                                                         | 28 tháng 2 năm 2008  |                           |
| 537 | "Thời trang đáng yêu! Cái tên của đội Ngân hà!!" "Suteki Fasshon! Sono na wa Ginga-dan!!" (ステキファッション！その名はギンガ団！！)                                      | 6 tháng 3 năm 2008   |                           |
| 538 | "Hãy kết hợp với nhau, Lysian!" "Shanto Shite Rīshan!" (シャンとしてリーシャン！)                                                                                         | 13 tháng 3 năm 2008  |                           |
| 539 | "Chiến binh Pokemon! Riolu bị bắt cóc!! (Phần 1)" "Pokemon Renjā! Hadō no Rioru!! (Zenpen)" (ポケモンレンジャー！波導のリオル！！（前編）)                                | 20 tháng 3 năm 2008  |                           |
| 540 | "Chiến binh Pokemon! Riolu bị bắt cóc!! (Phần 2)" "Pokemon Renjā! Hadō no Rioru!! (Kōhen)" (ポケモンレンジャー！波導のリオル！！（後編）)                                 | 20 tháng 3 năm 2008  |                           |
| 541 | "Tạm biệt Dokucale!" "Sayonara Dokukeiru!" (さよならドクケイル！) | 3 tháng 4 năm 2008   |                           |
| 542 | "Pikachu! Raichu! Con đường tới sự tiến hóa!!" "Pikachū! Raichū! Shinka e no Michi!!" (ピカチュウ！ライチュウ！進化への道！！)                                            | 3 tháng 4 năm 2008   |                           |
| 543 | "Pokemon Contest, Mikuri xuất hiện!" "Kontesuto Masutā, Mikuri Tōjō!!" (コンテストマスター・ミクリ登場！！)                                                               | 17 tháng 4 năm 2008  |                           |
| 544 | "Nhà hàng 7 sao! Thi đấu đôi ở cuộc thi đầy đủ!" "Resutoran Nanatsuboshi! Taggu Batoru de Furukōsu!!" (レストラン七つ星！タッグバトルでフルコース！！)                    | 24 tháng 4 năm 2008  |                           |
| 545 | "Mọi người là đối thủ! Cup Mikuri!!" "Minna Raibaru! Mikuri Kappu!!" (みんなライバル！ミクリカップ！！)                                                                   | 8 tháng 5 năm 2008   |                           |
| 546 | "Chiến đấu ác liệt! Trận đấu của mỗi người!!" "Gekitō! Sorezore no Batoru!!" (激闘！それぞれのバトル！！)                                                                 | 8 tháng 5 năm 2008   |                           |
| 547 | "Trận đấu quyết định! Hikari đấu với Haruka!!" "Kessen! Hikari Tai Haruka!!" (決戦！ヒカリVSハルカ！！)                                                                   | 15 tháng 5 năm 2008  |                           |
| 548 | "Yanyanma! Chiến lược thu phục!!" "Yanyanma! Getto Sakusen!!" (ヤンヤンマ！ゲット作戦！！)                                                                                | 22 tháng 5 năm 2008  |                           |
| 549 | "Sự mất kiểm soát của Hikozaru!" "Shakunetsu no Hikozaru!" (灼熱のヒコザル！)                                                                                             | 29 tháng 5 năm 2008  |                           |
| 550 | "Lễ hội Gureggru ở đầm lầy Nomose rộng lớn!" "Nomose Shitsugen no Guregguru Matsuri!?" (ノモセ大湿原のグレッグル祭り！？)                                                 | 5 tháng 6 năm 2008   |                           |
| 551 | "Hội quán Nomese! Đấu với Maximum mặt nạ!!" "Nomose Jimu! Tai Makishimamu Kamen!!" (ノモセジム！VSマキシマム仮面！！)                                                     | 19 tháng 6 năm 2008  |                           |
| 552 | "Urimoo háu ăn tại ngôi nhà của Urayama!" "Urayama-sanchi no Ōgui Urimū!" (ウラヤマさんちの大食いウリムー！)                                                              | 3 tháng 7 năm 2008   |                           |
| 553 | "Gliger! Đôi cánh của tình bạn!!" "Guraigā! Yūjō no Tsubasa!!" (グライガー！友情の翼！！)                                                                                 | 3 tháng 7 năm 2008   |                           |
| 554 | "Bộ sưu tập Yosuga! Con đường trở thành nhà Stylist Pokemon!!" "Yosuga Korekushon! Pokemon Sutairisuto e no Michi!!" (ヨスガコレクション！ポケモンスタイリストへの道！！) | 10 tháng 7 năm 2008  |                           |
| 555 | "Rào chắn Koduck!" "Kodakku no Tōsenbo!" (コダックの通せんぼ！) | 24 tháng 7 năm 2008  |                           |
| 556 | "Khoá học hè ở trường Pokemon!!" "Pokemon Samāsukūru Kaikō!!" (ポケモンサマースクール開講！！)                                                                            | 7 tháng 8 năm 2008   |                           |
| 557 | "Trình bày nghiên cứu “truyền thuyết bên bờ hồ”!" "Kenkyū Happyō, Mizuumi no Densetsu!'" (研究発表「湖の伝説」！)                                                         | 14 tháng 8 năm 2008  |                           |
| 558 | "Gặp ma sau trường học!?" "Hōkago ha Gōsuto Taimu!?" (放課後はゴーストタイム！？)                                                                                         | 21 tháng 8 năm 2008  |                           |
| 559 | "Chương trình cuối cùng! Cuộc thi thể thao phối hợp Pokemon!!" "Saigo no Daishōbu! Pokemon Toraiasuron!" (最後の大勝負！ポケモントライアスロン！)                         | 28 tháng 8 năm 2008  |                           |
| 560 | "Đội Hỏa tiễn trở lại như cũ!?" "Genten Kaiki da Roketto-Dan!?" (原点回帰だロケット団！？)                                                                                | 4 tháng 9 năm 2008   |                           |
| 561 | "Trưởng hội quán nhảy múa! Melissa xuất hiện!!" "Odoru Jimu Rīdā! Merissa Tōjō!!" (踊るジムリーダー！メリッサ登場！！)                                                    | 11 tháng 9 năm 2008  |                           |
| 562 | "Pachirisu bị sốt! 2 người cùng chăm sóc!?" "Pachirisu o Netsu desu! Futari de Orusuban!?" (パチリスお熱です！2人でお留守番！？)                                          | 25 tháng 9 năm 2008  |                           |
| 563 | "Pokemon Contest! Đại hội Kannagi!!" "Pokemon Kontesuto! Kannagi Taikai!!" (ポケモンコンテスト！カンナギ大会！！)                                                         | 25 tháng 9 năm 2008  |                           |
| 564 | "Đội Ngân hà tập kích!! (Phần 1)" "Ginga-Dan Shūgeki!! (Zenpen)" (ギンガ団襲撃！！（前編）)                                                                               | 2 tháng 10 năm 2008  |                           |
| 565 | "Đội Ngân hà tập kích!! (Phần 2)" "Ginga-Dan Shūgeki!! (Kōhen)" (ギンガ団襲撃！！（後編）)                                                                                | 2 tháng 10 năm 2008  |                           |
| 566 | "Quái vật di động không xác định!?" "Ukabu Mikakunin Kaibutsu!?" (浮かぶ未確認怪物！？)                                                                                   | 16 tháng 10 năm 2008 |                           |
| 567 | "Tứ thiên vương Ryo! Cuộc hội ngộ và chia tay ở rừng già!" "Shitennō Ryō! Deai to Wakare no Mori!" (四天王リョウ！出会いと別れの森！)                                     | 23 tháng 10 năm 2008 |                           |
| 568 | "Naetle, Hayashigame… và Dodaitose!" "Naetoru, Hayashigame... Soshite Dodaitosu!" (ナエトル、ハヤシガメ…そしてドダイトス！)                                               | 30 tháng 10 năm 2008 |                           |
| 569 | "Nhà huấn luyện địch thủ Jun xuất hiện!" "Raibaru Torēnā, Jun Tōjō!!" (ライバルトレーナー・ジュン登場！！)                                                                | 6 tháng 11 năm 2008  |                           |
| 570 | "Trận đấu hội quán Yosuga! Đấu với Melissa!!" "Yosuga Jimu Sen! Tai Merissa!!" (ヨスガジム戦！VSメリッサ！！)                                                             | 13 tháng 11 năm 2008 |                           |
| 571 | "Hỗn chiến hỗn loạn ở thành phố Mio!" "Kōsen Konran Mio Shiti!" (混戦混乱ミオシティ！)                                                                                    | 20 tháng 11 năm 2008 |                           |
| 572 | "Crecelia đấu với Darkrai!" "Kureseria Tai Darkurai!" (クレセリアVSダークライ！)                                                                                          | 4 tháng 12 năm 2008  |                           |
| 573 | "Yokan và Rotom!" "Yōkan to Rotomu!" (羊羹とロトム！) | 4 tháng 12 năm 2008  |                           |
| 574 | "Phương pháp kết bạn với Pokemon!?" "Pokemon to Nakayokunaru Hōhō!?" (ポケモンと仲良くなる方法！？)                                                                       | 11 tháng 12 năm 2008 | 10 tháng 5 năm 2023       |
| 575 | "Rampard VS Trideps!!" "Ramuparudo Tai Toridepusu!!" (ラムパルドVSトリデプス！！)                                                                                         | 18 tháng 12 năm 2008 |                           |
| 576 | "Thi đấu hội quán Mio! Trận đấu sắt thép" "Mio Jimu Sen! Hagane no Batoru!!" (ミオジム戦！はがねのバトル！！)                                                             | 25 tháng 12 năm 2008 |                           |
| 577 | "Hoeruko thất lạc!" "Maigo no Hoeruko!" (迷子のホエルコ！) | 8 tháng 1 năm 2009   |                           |
| 578 | "Gen và Lucario!" "Gen to Rukario!" (ゲンとルカリオ！) | 15 tháng 1 năm 2009  |                           |
| 579 | "Tàn tích của đảo Koutetsu!" "Kōtetsu Shima no Iseki!" (鋼鉄島の遺跡！)                                                                                                   | 22 tháng 1 năm 2009  |                           |
| 580 | "Pikachu, Pochama phiêu lưu ký!" "Pikachū, Potchama Hyōryūki!" (ピカチュウ・ポッチャマ漂流記)                                                                             | 29 tháng 1 năm 2009  |                           |
| 581 | "Phione tinh nghịch!" "Itazura Fione!" (いたずらフィオネ！) | 5 tháng 2 năm 2009   |                           |
| 582 | "Pokemon Contest! Đại hội Akebi!!" "Pokemon Kontesuto! Akebi Taikai!!" (ポケモンコンテスト！アケビ大会！！)                                                               | 12 tháng 2 năm 2009  |                           |
| 583 | "Cô Junsa hoang dã và bạn đồng hành Perap!" "Wairudo Junsā to Aibō Perappu!" (ワイルドジュンサーと相棒ペラップ！)                                                         | 19 tháng 2 năm 2009  |                           |
| 584 | "Yukimenoko trong cơn bão tuyết!" "Fubuki no Naka no Yukimenoko!" (吹雪の中のユキメノコ！)                                                                                | 26 tháng 2 năm 2009  |                           |
| 585 | "Đội Hỏa tiễn tan rã!?" "Roketto-dan Kaisan!?" (ロケット団解散！？) | 5 tháng 3 năm 2009   |                           |
| 586 | "Pokeringer! Trận quyết chiến trên không!!" "Pokeringa! Tenkū Daikessen!!" (ポケリンガ！天空大決戦！！)                                                                   | 12 tháng 3 năm 2009  |                           |
| 587 | "Xung đột! Manmoo đấu với Bossgodora!!" "Gekitotsu! Manmū Tai Bosugodora!!" (激突！マンムーVSボスゴドラ！！)                                                              | 26 tháng 3 năm 2009  |                           |
| 588 | "Pocket Monsters – tạo vật kỳ lạ!" "Fushigi na Ikimono Poketto Monsutā!" (ふしぎないきものポケットモンスター！)                                                           | 26 tháng 3 năm 2009  | không phát sóng           |
| 589 | "Yukikaburi cô đơn!" "Sabishigariya no Yukikaburi!" (さびしがりやのユキカブリ！)                                                                                          | 2 tháng 4 năm 2009   |                           |
| 590 | "Tiến hóa! Lần này là Pochama!?" "Shinka! Sono Toki Potchama wa!?" (進化！その時ポッチャマは！？)                                                                         | 2 tháng 4 năm 2009   |                           |
| 591 | "Pokemon Contest đại hội Tatsunami!" "Pokemon Kontesuto! Tatsunami Taikai!!" (ポケモンコンテスト！タツナミ大会！！)                                                       | 16 tháng 4 năm 2009  |                           |
| 592 | "Đại hội Pokemon Pingpong! Cố lên, Eteboth!!" "Pokemon Pinpon Taikai! Etebōsu Ganbaru!!" (ポケモンピンポン大会！エテボースがんばる！！)                                   | 23 tháng 4 năm 2009  |                           |
| 593 | "Cherinbo! Trận đấu quả cảm!?" "Cherinbo! Kenage na Batoru!?" (チェリンボ！けなげなバトル！？)                                                                            | 30 tháng 4 năm 2009  |                           |
| 594 | "Cô giáo Suzuna của trường học dành cho các nhà huấn luyệ" "Torēnāzu Sukūru no Suzuna-sensei!" (トレーナーズスクールのスズナ先生！)                                       | 7 tháng 5 năm 2009   |                           |
| 595 | "Hội quán Kissaki! Đấu trường băng giá" "Kissaki Jimu! Kōri no Batoru!!" (キッサキジム！氷のバトル！！)                                                                   | 14 tháng 5 năm 2009  |                           |
| 596 | "Battle Pyramid! Shinji đấu với Jindai!!" "Batoru Piramiddo! Shinji Tai Jindai!!" (バトルピラミッド！シンジVSジンダイ！！)                                                | 21 tháng 5 năm 2009  |                           |
| 597 | "Regigigas phục hồi! J trở lại!!" "Fukkatsu no Rejigigasu! Jē Futatabi!!" (復活のレジギガス！J再び！！)                                                                   | 28 tháng 5 năm 2009  |                           |
| 598 | "Xe điện Denryu! Handsome xuất hiện!!" "Denryū Ressha! Hansamu Tōjō!!" (デンリュウ列車！ハンサム登場！！)                                                                 | 4 tháng 6 năm 2009   |                           |
| 599 | "Trận đấu đầy đủ! Shinji đấu với Satoshi!! (Phần 1)" "Furu Batoru! Shinji Tai Satoshi!! (Zenpen)" (フルバトル！シンジVSサトシ！！（前編）)                                | 11 tháng 6 năm 2009  |                           |
| 600 | "Trận đấu đầy đủ! Shinji đấu với Satoshi!! (Phần 2)" "Furu Batoru! Shinji Tai Satoshi!! -Kōhen-" (フルバトル！シンジVSサトシ！！（後編）)                                 | 18 tháng 6 năm 2009  |                           |
| 601 | "Cái bóng của Yuxie" "Yukushī no Kage!" (ユクシーの影！) | 25 tháng 6 năm 2009  |                           |
| 602 | "Vua của rừng rậm! Mojumbo!!" "Mori no Ōja! Mojanbo!!" (森の王者！モジャンボ！！)                                                                                         | 2 tháng 7 năm 2009   |                           |
| 603 | "Toàn viên tham gia! Chương trình phối hợp Pokemon!!" "Zen'in Sansen! Pokemon Hassuru!" (全員参戦！ポケモンハッスル！)                                                    | 9 tháng 7 năm 2009   |                           |
| 604 | "Tàn tích tại núi Tengan! Âm mưu của đội Ngân hà!!" "Tenganzan no Iseki! Ginga-dan no Inbō!!" (テンガン山の遺跡！ギンガ団の陰謀！！)                                      | 23 tháng 7 năm 2009  |                           |
| 605 | "Maril – Pochama – Elekid!" "Mariru, Potchama, Erekiddo!!" (マリル・ポッチャマ・エレキッド！！)                                                                           | 6 tháng 8 năm 2009   |                           |
| 606 | "Hikari đấu với mẹ! Cuộc thi đấu giữa mẹ và con" "Hikari Tai Mama! Oyako Taiketsu!!" (ヒカリVSママ！親子対決！！)                                                         | 13 tháng 8 năm 2009  |                           |
| 607 | "Giải cứu giáo sư Okido! Nyorotono đấu với Gureggru!" "Ōkido-hakase o Kyūshutsu se yo! Nyorotono Tai Guregguru!!" (オーキド博士を救出せよ！ニョロトノVSグレッグル！！)    | 20 tháng 8 năm 2009  |                           |
| 608 | "Naty, Natio… Khu rừng huyền bí!" "Neiti, Neitio... Fushigi na Mori!" (ネイティ、ネイティオ…不思議な森！)                                                                 | 27 tháng 8 năm 2009  |                           |
| 609 | "Tower Tycoon! Người đàn ông Kurotsugu!!" "Tawā Taikūn! Sono Otoko, Kurotsugu!!" (タワータイクーン！その男、クロツグ！！)                                                 | 3 tháng 9 năm 2009   |                           |
| 610 | "Togepy xấu xa nhất trong lịch sử!" "Shijō Saiaku no Togepī!" (史上最悪のトゲピー！)                                                                                      | 10 tháng 9 năm 2009  |                           |
| 611 | "Hội chợ Johto! Chikorita và Waninoko xuất hiện!!" "Jōto Fesuta! Chikorīta to Waninoko Tōjō!!" (ジョウトフェスタ！チコリータとワニノコ登場！！)                           | 17 tháng 9 năm 2009  |                           |
| 612 | "Công phá đường tối!? Sự phát điện của sơn cốc!" "Danjon Kōryaku!? Tanima no Hatsudensho!" (ダンジョン攻略！？谷間の発電所！)                                             | 17 tháng 9 năm 2009  |                           |
| 613 | "Thu phục Fukamaru!!" "Fukamaru... Getto da ze!" (フカマル…ゲットだぜ！)                                                                                                  | 1 tháng 10 năm 2009  |                           |
| 614 | "Pokemon Contest! Đại hội Suiren!!" "Pokemon Kontesuto! Suiren Taikai!!" (ポケモンコンテスト！スイレン大会！！)                                                           | 1 tháng 10 năm 2009  |                           |
| 615 | "Satoshi và Hikari! Thi đấu đôi!!" "Satoshi to Hikari! Taggu Batoru!!" (サトシとヒカリ！タッグバトル！！)                                                                 | 15 tháng 10 năm 2009 |                           |
| 616 | "Muma và Yamikarasu và đá bóng tối!" "Mūma to Yamikarasu to Yami no Ishi!" (ムウマとヤミカラスとやみのいし！)                                                             | 22 tháng 10 năm 2009 |                           |
| 617 | "Pikachu, Pochama, không thể tách rời!!" "Pikachū Potchama Kuttsukanai de!!" (ピカチュウポッチャマくっつかないで！！)                                                     | 29 tháng 10 năm 2009 |                           |
| 618 | "Dây xích đỏ! Đội ngân hà hành động!!" "Akai Kusari! Ginga-dan Shidō!!" (赤い鎖！ギンガ団始動！！)                                                                        | 5 tháng 11 năm 2009  |                           |
| 619 | "Agnome-Yuxie-Emrit!" "Agunomu, Yukushi, Emuritto!" (アグノム・ユクシー・エムリット！)                                                                                    | 12 tháng 11 năm 2009 |                           |
| 620 | "Dialga và Palkia! Trận chiến cuối cùng!!" "Diaruga to Parukia! Saigo no Tatakai!!" (ディアガとパルキア！最後の戦い！！)                                                  | 19 tháng 11 năm 2009 |                           |
| 621 | "Tràn ngập nguy hiểm! Hòm kho báu của Kojiro!!" "Kiken ga Ippai! Kojirō no Takarabako!!" (危険がいっぱい！コジロウの宝箱！！)                                             | 26 tháng 11 năm 2009 |                           |
| 622 | "Bậc thầy thi đấu trên không xuất hiện! Glion đấu với Hasam!!" "Ea Batoru Masutā Tōjō! Guraion Tai Hassamu!!" (エアバトルマスター登場！グライオン VSハッサム！！)         | 3 tháng 12 năm 2009  |                           |
| 623 | "Trận đấu đôi! Manmoo và Hinoarashi!" "Daburu Batoru! Manmū to Hinoarashi!!" (ダブルバトル！マンムーとヒノアラシ！！)                                                     | 10 tháng 12 năm 2009 |                           |
| 624 | "Fukamaru và Chùm sao rồng!!" "Fukamaru to Ryūseigun!!" (フカマルとりゅうせいぐん！！)                                                                                    | 17 tháng 12 năm 2009 |                           |
| 625 | "Fukamaru! Thu phục!!" "Fukamaru! Getto da ze!!" (フカマル！ゲットだぜ！！)                                                                                               | 24 tháng 12 năm 2009 |                           |
| 626 | "Chạy trốn! Jibacoil đấu với Metagross!!" "Bakusō! Jibakoiru Tai Metagurosu!!" (爆走！ジバコイルVSメタグロス！！)                                                         | 7 tháng 1 năm 2010   |                           |
| 627 | "Gầm thét, Cúđấm băng giá! Buoysel đấu với Barrierd!!" "Unare Reitō Panchi! Buizeru Tai Bariyādo!!" (唸れれいとうパンチ！ブイゼルVSバリヤード！！)                        | 14 tháng 1 năm 2010  | 31 tháng 5 năm 2023       |
| 628 | "Rực lửa Kabigon! Vua của Pokethlon!!" "Moe yo Kabigon! Pokesuron no Ōja!!" (燃えよカビゴン！ポケスロンの王者！！)                                                        | 21 tháng 1 năm 2010  |                           |
| 629 | "Khai mạc! Pokemon Contest đại hội Asatsuki!!" "Kaimaku! Pokemon Kontesuto, Asatsuki Taikai!!" (開幕！ポケモンコンテスト・アサツキ大会！！)                               | 28 tháng 1 năm 2010  |                           |
| 630 | "Trận đấu đôi! Đấu với Plusle và Minun!!" "Daburu Batoru! Tai Purasuru, Mainan!!" (ダブルバトル！VSプラスル・マイナン！！)                                                | 4 tháng 2 năm 2010   |                           |
| 631 | "Tiến hóa bộc phát! Goukazaru!!" "Baku Shinka! Gōkazaru!!" (爆進化！ゴウカザル!!)                                                                                         | 11 tháng 2 năm 2010  |                           |
| 632 | "Pochama chạy trốn!" "Potchama Hagureru!" (ポッチャマはぐれる！) | 18 tháng 2 năm 2010  |                           |
| 633 | "Tứ thiên vương Oba và trưởng hội quán Denji!" "Shitennō Ōba to Jimu Rīdā, Denji!" (四天王オーバとジムリーダー・デンジ！)                                                 | 25 tháng 2 năm 2010  |                           |
| 634 | "Bay lên! Tháp Nagisa!!" "Hasshin! Nagisa Tawā!!" (発進！ナギサタワー！！)                                                                                                | 4 tháng 3 năm 2010   |                           |
| 635 | "Lớp học Pokemon ven biển!" "Umibe no Pokemon Sukūru!" (海辺のポケモンスクール！)                                                                                         | 11 tháng 3 năm 2010  |                           |
| 636 | "Bay lên Shaymin! Vượt qua bầu trời!!" "Tobe Sheimi! Sora no Kanata e!!" (飛べシェイミ！空の彼方へ！！)                                                                   | 18 tháng 3 năm 2010  |                           |
| 637 | "Chiến binh Pokemon! Nhiệm vụ giải cứu Heatran!!" "Pokemon Renjā! Hīdoran Kyūshutsu Sakusen!!" (ポケモンレンジャー！ヒードラン救出作戦！！)                               | 18 tháng 3 năm 2010  |                           |
| 638 | "Tứ thiên vương Kikuno! Kabarudon VS Dodaitose!!" "Shitennō Kikuno! Kabarudon Tai Dodaitosu!!" (四天王キクノ！カバルドンVSドダイトス！！)                                 | 1 tháng 4 năm 2010   |                           |
| 639 | "Togekiss nhảy múa! Pokemon Contest của công chúa!!" "Togekissu Mau! Ōjosama no Pokemon Kontesuto!!" (トゲキッス舞う！王女さまのポケモンコンテスト！！)                   | 1 tháng 4 năm 2010   |                           |
| 640 | "Togekiss! Trận đấu tráng lệ!!" "Togekissu! Kareinaru Batoru!!" (トゲキッス！華麗なるバトル！！)                                                                          | 15 tháng 4 năm 2010  |                           |
| 641 | "Metamon – Trận đấu biến hình! Con nào mới là thật đây!" "Metamon Henshin Batoru! Honmono wa Dotchi~nyo!?" (メタモン・へんしんバトル！本物はドッチ～ニョ！？)             | 22 tháng 4 năm 2010  |                           |
| 642 | "Đại hội Grand khai mạc! Nghệ thuật từ lửa và băng!!" "Gurando Fesutibaru Kaimaku! Honō to Kōri no Āto!!" (グランドフェスティバル開幕！炎と氷のアート！！)                | 29 tháng 4 năm 2010  |                           |
| 643 | "Manmoo, Pachirisu! Đòn quyết định –Đèn chùm băng giá" "Manmū, Pachirisu! Kimero Kōri no Shanderia!!" (マンムー、パチリス！決めろ氷のシャンデリア！！)                    | 6 tháng 5 năm 2010   |                           |
| 644 | "Vòng bán kết! Ai sẽ tiến vào trận cuối cùng!?" "Semifainaru! Kesshō e Susumu no wa!?" (セミファイナル！決勝へ進むのは！？)                                               | 13 tháng 5 năm 2010  |                           |
| 645 | "Trận đối kháng quyết định! Hikari VS Nozomi" "Ketchaku Raibaru Taiketsu! Hikari Tai Nozomi!!" (決着ライバル対決！ヒカリVSノゾミ！！)                                     | 20 tháng 5 năm 2010  |                           |
| 646 | "Bảo trọng, Đội hỏa tiễn! Tình yêu của Nyasu!?" "Sayonara Roketto-dan! Nyāsu no Koi!?" (さよならロケット団！ニャースの恋！？)                                             | 27 tháng 5 năm 2010  |                           |
| 647 | "Trận đấu kích điện! Chiếc huy hiệu cuối cùng!!" "Dengeki Batoru! Saigo no Bajji!!" (電撃バトル！最後のバッジ！！)                                                        | 3 tháng 6 năm 2010   |                           |
| 648 | "Satoshi VS Kengo! Hành trình của mỗi người!" "Satoshi Tai Kengo! Sorezore no Funade!!" (サトシVSケンゴ！それぞれの船出！！)                                              | 10 tháng 6 năm 2010  |                           |
| 649 | "Người săn báu vật Baku và Yajiron!" "Torejā Hantā – Baku to Yajiron!" (トレジャーハンター・バクとヤジロン！)                                                             | 17 tháng 6 năm 2010  |                           |
| 650 | "Đêm trước trận chiến khốc liệt! Sự lựa chọn của Satoshi!!" "Nessen Zen'ya! Satoshi no Pokemon Daishūgō!!" (熱戦前夜！サトシのポケモン大集合！！)                         | 24 tháng 6 năm 2010  |                           |
| 651 | "Khai mạc! Giải đấu liên minh Sinnoh Suzuran!!" "Kaimaku! Shin'ō Rīgu – Suzuran Taikai!!" (開幕！シンオウリーグ・スズラン大会！！)                                        | 1 tháng 7 năm 2010   |                           |
| 652 | "Vòng đấu thứ ba của liên minh Sinnoh! Shinji VS Jun!!" "Shin'ō Rīgu San Kaisen! Shinji Tai Jun!!" (シンオウリーグ三回戦！シンジ対ジュン！！)                             | 15 tháng 7 năm 2010  |                           |
| 653 | "Căn phòng xảo thuật đáng sợ! Satoshi VS Kouhei!!" "Kyōfu no Torikku Rūmu! Satoshi Tai Kōhei!!" (恐怖のトリックルーム！サトシ対コウヘイ！！)                              | 22 tháng 7 năm 2010  |                           |
| 654 | "Trận đấu quyết định! Satoshi VS Shinji!!" "Raibaru Kessen! Satoshi Tai Shinji!!" (ライバル決戦！サトシ対シンジ！！)                                                      | 5 tháng 8 năm 2010   |                           |
| 655 | "Trận đấu tổng lực! Satoshi VS Shinji!!" "Gekitō Furu Batoru! Satoshi Tai Shinji!!" (激闘フルバトル！サトシ対シンジ！！)                                                  | 12 tháng 8 năm 2010  |                           |
| 656 | "Trận đấu cạnh tranh sau cùng! Satoshi VS Shinji!!" "Ketchaku Raibaru Batoru! Satoshi Tai Shinji!!" (決着ライバルバトル！サトシ対シンジ！！)                              | 19 tháng 8 năm 2010  |                           |
| 657 | "Trận bán kết liên minh Sinnoh! Darkrai xuất hiện!!" "Shin'ō Rīgu Junkesshō! Dākurai Tōjō!!" (シンオウリーグ準決勝！ダークライ登場！！)                                   | 26 tháng 8 năm 2010  |                           |
| 658 | "Bác sĩ Pokemon – Takeshi!" "Pokemon Dokutā – Takeshi!" (ポケモンドクター・タケシ！)                                                                                      | 2 tháng 9 năm 2010   |                           |
| 659 | "Kí ức là những viên ngọc trai! Tình bạn là những viên kim cương!!" "Omoide wa Pāru! Yūjō wa Daiyamondo!!" (思い出はパール！友情はダイヤモンド！！)                       | 9 tháng 9 năm 2010   |                           |
| –   | "Hikari – Aratanaru Tabidachi!/Nibi Jimu – Shijō Saidai no Kiki!" (ヒカリ・新たなる旅立ち！／ニビジム・史上最大の危機！)                                                  | 3 tháng 2 năm 2011   | không phát sóng           |